# Costa del Rubicón

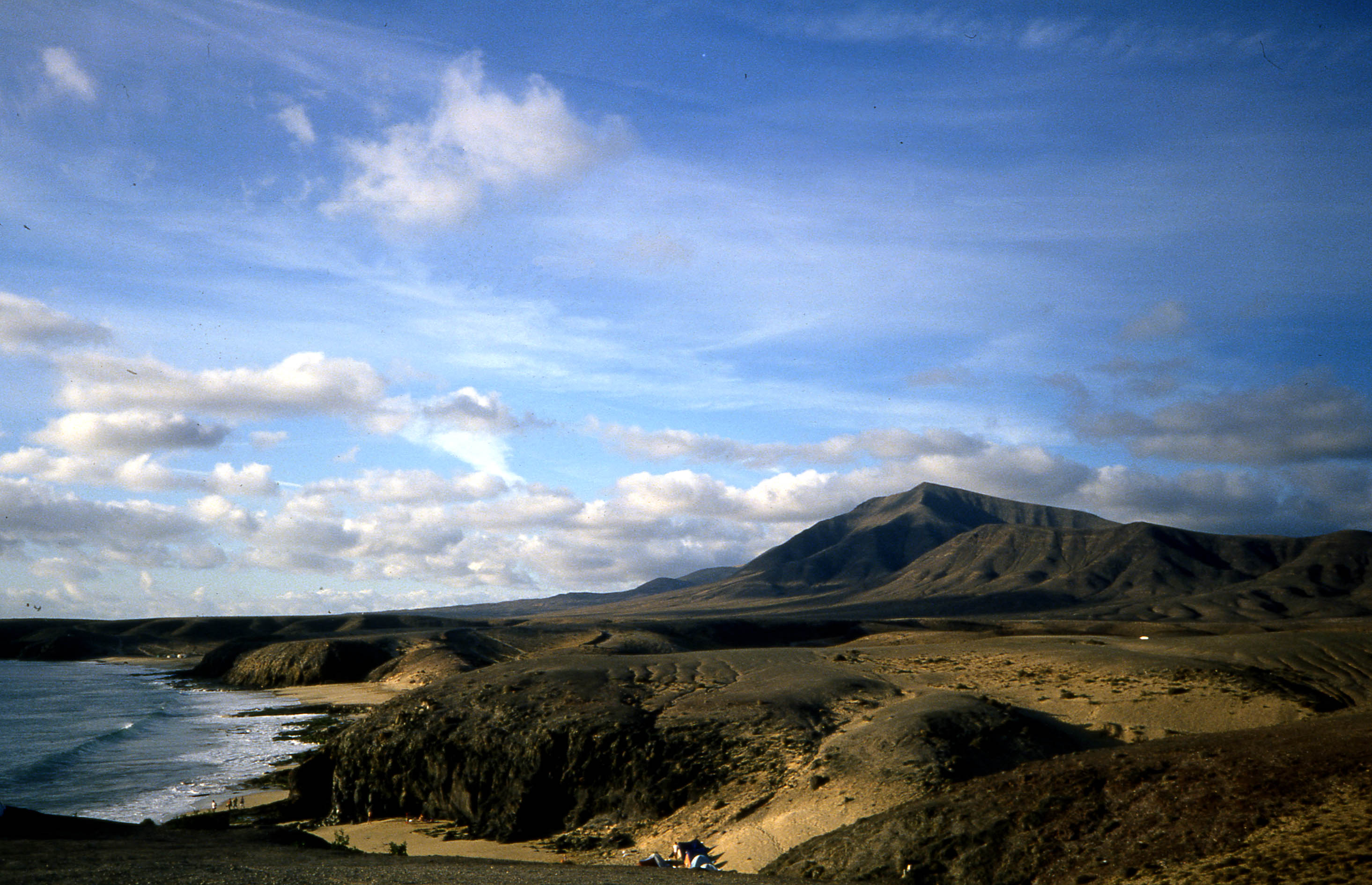
Macizo de los Ajaches y la costa del Rubicón en el sur de Lanzarote.

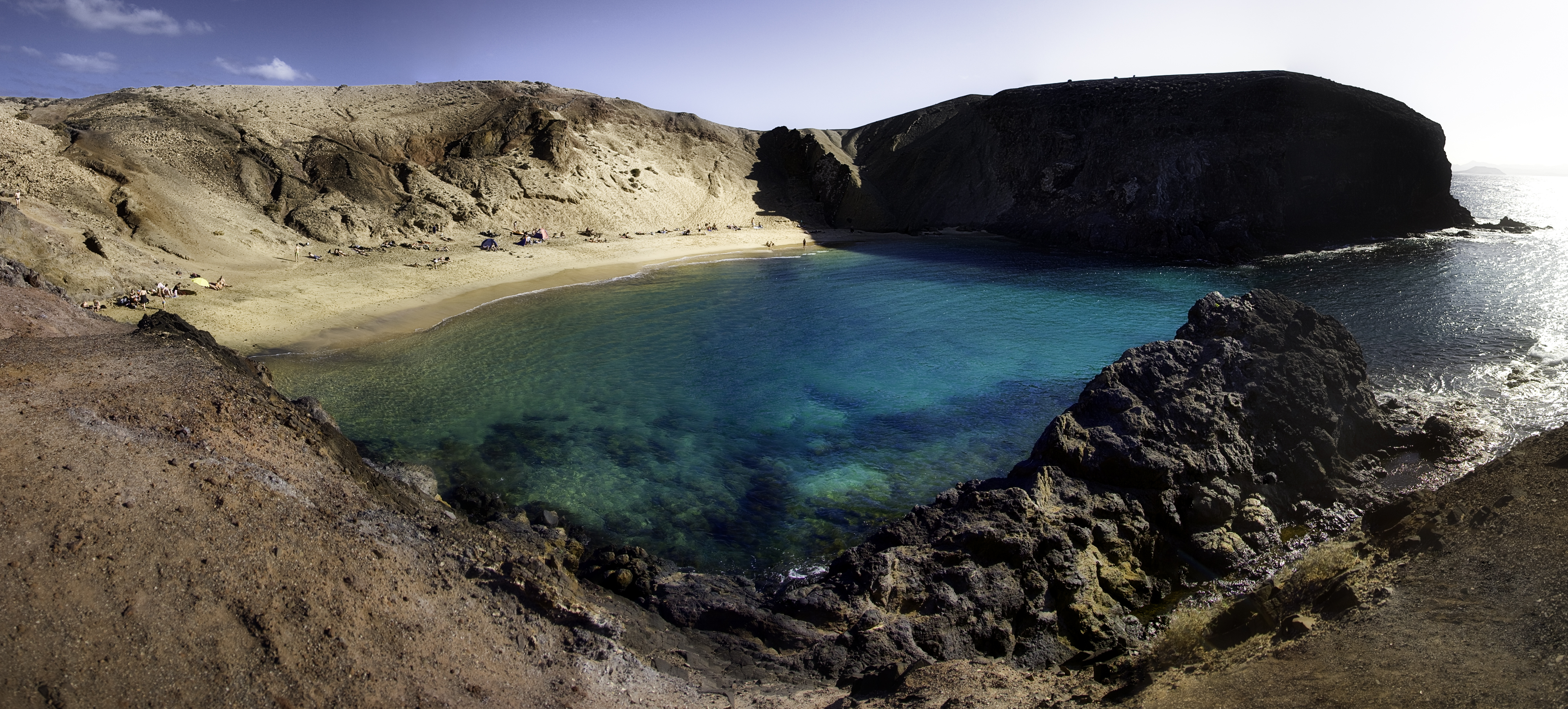
Cala de Papagayo.

La costa del Rubicón es la franja costera que se extiende aproximadamente desde el Janubio hasta la punta de Papagayo, ambos en Yaiza, en el sur de la isla canaria de Lanzarote, en España.

## Etimología
El nombre deriva del latín rubico, estar rojo, debido a la existencia en esta costa de un volcán de color rojizo, la Montaña Roja, visible desde el mar.

## Historia
En este litoral se fundaron los primeros asentamientos normandos de la expedición de Juan de Bethencourt y Gadifer de la Salle en 1402, debido a la existencia de buenos fondeaderos, pozos de agua salobre y la posibilidad de cazar focas monje en la cercana isla de Lobos.
En la actualidad existe un lugar arqueológico situado en la playa del Pozo, donde se encuentran los pozos de agua salobre y la base de la primera catedral construida en Canarias, San Marcial de Rubicón y también de la primera sede de la diócesis de San Marcial del Rubicón.
El litoral y las montañas cercanas están incluidos en el monumento natural de los Ajaches y tiene como principal atractivo las playas de Papagayo.